# Jebenhausen
Jebenhausen je južno predmestje Göppingena v Nemčiji. Ima 4400 prebivalcev. Kot Jebenhausen je bil kraj omnenjen leta 1206.
Koordinati:   48°41′09″N, 09°37′60″E